# Bláznivá (album)
Bláznivá je album skupiny Jablkoň vydané v roce 2000. Nahráno bylo ve studiu CS Sound Jalovec v Babicích nad Svitavou v období od července 1999 do února 2000.

## Skladby
1. Bláznivá
2. Velmi nesmělá
3. Kino Svět
4. Teta
5. I tak se stýská
6. Na jednom světě
7. Odpouštím ti Růt
8. Nejkrásnější ze všech manželů
9. To máme dneska pěkný den
10. Pastýřka putující k dubnu
11. Skláním se nad tebou
12. Tak mě zase zpátky zavolej
13. Poslední zvonění
14. Zvonění (Krakonošský anděl)
15. 5 Policajtů
16. Hostina bláznů